# Virginia Slims of Chicago 1971
Il Virginia Slims of Chicago 1971 è stato un torneo di tennis giocato sul sintetico indoor. È stata la 1ª edizione del torneo, che fa parte del Virginia Slims Circuit 1971. Si è giocato a Chicago, Illinois negli USA dal 16 al 22 agosto 1971.

## Campionesse

### Singolare
Françoise Dürr ha battuto in finale  Billie Jean King con il punteggio di 6–4, 6–2

### Doppio
Judy Tegart /  Françoise Dürr hanno battuto in finale  Rosemary Casals /  Billie Jean King con il punteggio di 6–4, 7–6